# Veljekset Karhumäki

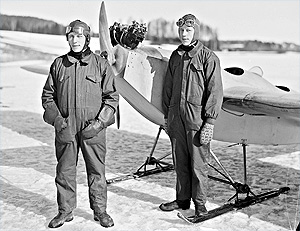
Die Karhumäki Brüder 1927 vor der Karhu 1, dem ersten von ihnen gebauten Flugzeugmuster

Niilo und Valto Karhumäki, auch als Karhumäki Brüder (Finnisch: Veljekset Karhumäki) bekannt, waren finnische Luftfahrtpioniere, Flugzeughersteller und Gründer mehrerer Fluggesellschaften. Geboren in Multia, zogen Niilo und Valto Karhumäki nach Jyväskylä und gründeten Ende 1924 das Unternehmen Veljekset Karhumäki, das sich mit Pilotenausbildung, Flugvorführungen, Flugzeugwartung und Luftaufnahmen in den 1930er Jahren befasste. Mit Beginn der Zusammenarbeit mit der Finnischen Luftwaffe zog das Unternehmen nach Kuorevesi. Während des Zweiten Weltkriegs wurde das Unternehmen mit Valtion lentokonetehdas vereinigt, einem Hersteller von Militärflugzeugen.
Im Jahr 1948 konstruierten die Brüder die Karhumäki Karhu 48B ein Mehrzweckflugzeug speziell für den Einsatz in den Wäldern Nordfinnlands. Der Flugzeugtyp, von dem in den 1950er Jahren zwei Exemplare gebaut wurden, war kein wirtschaftlicher Erfolg, da zu dieser Zeit für dieselben Zwecke eine große Zahl billigerer ehemaliger Militärflugzeuge zur Verfügung standen.
Im Jahre 1950 wurde Karhumäki Airways gegründet. Die Fluggesellschaft führte Passagierflüge auf Inlandsstrecken durch. Im Jahr 1963 erwarb Aero O/Y, die spätere Finnair, die Mehrheit der Anteile. Im Jahr 1996 wurde die Fluggesellschaft, die mittlerweile die Bezeichnung Karair trug, vollständig in Finnair integriert.